# 崔鏞
崔鏞（1530年—？），字汝洪，陝西綏德衛官籍直隸鳳陽府潁上縣人，明朝政治人物。

## 生平
陝西鄉試第三十名舉人。嘉靖四十一年（1562年）中式壬戌科會試第二十二名，三甲第十一名進士。授潞安府推官，擢户部主事，历官户部山西司郎中，隆慶元年（1567年）十一月升山西按察司佥事、整饬左右云玉四卫兵备无分守，改大同兵备，四年六月加山西布政使司右参议，仍兼佥事，管理兵备如故，五年十月升本省按察司副使，仍兼参议，六年六月调驻倒马关，十一月調驻宣府，管西南二路，加升右参政，萬曆三年（1575年）十一月升都察院右佥都御史、提督雁门等关兼巡抚山西等处地方，五年正月考察去职，十一月科道纠拾降一级调外任。

## 家族
曾祖崔岩，千戶、贈都指揮僉事；祖父崔林，千戶、贈都指揮僉事；父崔經，都指揮僉事。母柳氏（贈淑人）；繼母王氏（封淑人）。具庆下。兄鎮。弟鑰、鉊。